# 박세혁 (경기도의원)
박세혁(朴世赫, 1960년 2월 20일 ~ )은 대한민국의 제7·8대 경기도의원이었다.

## 학력
- 의정부중앙초등학교
- 의정부중학교
- 의정부고등학교 졸업
- 국민대학교 영문학과 졸업

## 경력
- 의정부고등학교 총동창회 고문
- 경기지부 범죄피해자 지원센터 형사조정위원
- 의정부시 탁구협회장
- 열린우리당 경기도당 교육연수위원회 위원
- 경기도 시·군의회의장협의회 부의장
- 민주당 경기도당 의정부시 지구당 청년위원장
- 민주당 경기도당 의정부시 지구당 정책실장
- 민주당 경기도당 의정부시 지구당 사무국장
- 국회의원 문희상 비서관
- 1995.07 ~ 1998.06 제2대 경기도 의정부시의회 의원
- 1998.07 ~ 2002.06 제3대 경기도 의정부시의회 의원
- 1998.07 ~ 2000.07 제3대 경기도 의정부시의회 전반기 의장
- 2002.07 ~ 2006.06 제4대 경기도 의정부시의회 의원
- 2008.06 ~ 2010.06 제7대 경기도의회 의원
- 2008.06 ~ 2008.07 제7대 경기도의회 전반기 교육위원회 위원
- 2008.07 ~ 2010.06 제7대 경기도의회 후반기 교육위원회 위원
- 제7대 경기도의회 간행물편찬위원회 부위원장
- 2010.07 ~ 2012.01 제8대 경기도의회 의원
- 2010.07 ~ 2012.01 제8대 경기도의회 전반기 교육위원회 위원장

## 서적
- 2012 내가 걷는 길이 길이다

## 역대 선거 결과
|  | 46.88% |

|  | 55.16% |

|  | 44.57% |

|  | 39.5% |

|  | 30.57% |

|  | 65.46% |

|  | 47.96% |